# Astaena saylori
Astaena saylori är en skalbaggsart som beskrevs av Frey 1973. Astaena saylori ingår i släktet Astaena och familjen Melolonthidae. Inga underarter finns listade.